# Strongylognathus
Strongylognathus is een geslacht van vliesvleugelige insecten van de familie Mieren (Formicidae).

## Soorten
- S. afer Emery, 1884
- S. alboini Finzi, 1924
- S. alpinus Wheeler, W.M., 1909
- S. arnoldii Radchenko, 1985
- S. caeciliae Forel, 1897
- S. chelifer Radchenko, 1985
- S. christophi Emery, 1889
- S. dalmaticus Baroni Urbani, 1969
- S. destefanii Emery, 1915
- S. huberi Forel, 1874
- S. insularis Baroni Urbani, 1968
- S. italicus Finzi, 1924
- S. kabakovi Radchenko & Dubovikoff, 2011
- S. karawajewi Pisarski, 1966
- S. kervillei Santschi, 1921
- S. koreanus Pisarski, 1966
- S. kratochvili Silhavy, 1937
- S. minutus Radchenko, 1991
- S. palaestinensis Menozzi, 1933

- S. pisarskii Poldi, 1994
- S. potanini Radchenko, 1995
- S. rehbinderi Forel, 1904
- S. silvestrii Menozzi, 1936
- S. testaceus

Sabelmier (Schenck, 1852)
- S. tylonus Wei, Xu & He, 2001